# Цитадель Кайтбея (Александрія)

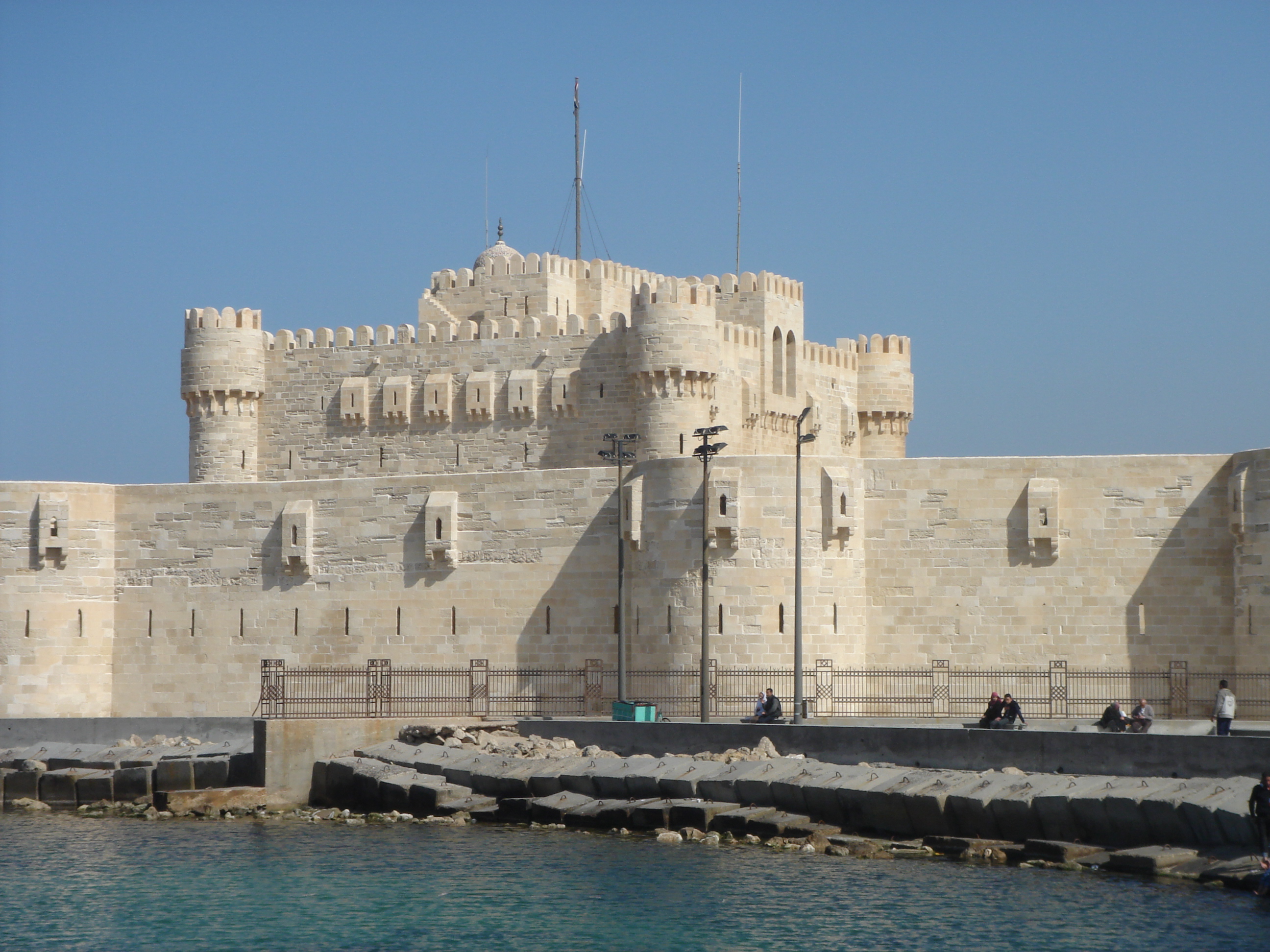
Цитадель Кайтбея в Александрії

Цитадель Кайтбея в Александрії (араб. قلعة قايتباي; або Форт Кайтбея, англ. Fort of Qaitbay) — фортеця XV століття в єгипетському місті Александрії на Середземноморському узбережжі.
Александрійська Цитадель Кайтбея розташована на східному боці північного мису острова Фарос біля середземноморського узбережжя міста Александрії.

## Історія
Закладено 1477 року мамлюцьким султаном Аль-Ашрафом Саїфом аль-Діном Кайтбеєм. Вважається, що фортеця постала на місці одного із Семи чудес стародавнього світу — Александрійського маяка, навіть більше — при її зведенні було використано залишки маяка.
Цитадель Кайтбея історично відігравала роль важливого форпосту в цілому Середземномор'ї, не раз вона зазнавала захоплень і нищівних руйнувань. Протягом існування Цитадель відновлювали і добудовували.
Після утвердження османів у Єгипті, Александрійську цитадель Кайтбея, як і Каїрську Саладінову та низку інших фортець, продовжували використовувати за призначенням. З послабленням Османської імперії, Цитадель Кайтбея втрачає своє військове значення. В 1798 році під час вторгнення французьких Наполеонівських військ вона стає їхньою легкою здобиччю.
З приходом до влади Мухаммеда Алі (1805) Александрійську Цитадель було відновлено й оснащено сучасним озброєнням, зокрема береговими гарматами. Са́ме тому́ доба Мухаммеда Алі стала новою «золотою ерою» для Цитаделі.
Під час повстання Орабі-паші (1879—82) Цитадель Кайтбея зазнала обстрілу кораблями британського флоту, внаслідок чого її було істотно пошкоджено.
Цитадель лишалась напівзруйнованою до початку відновлювальних робіт 1904 року й подальшої реставрації під покровительством короля Фарука, який бажав перетворити фортецю на садибу для відпочинку.
По Революції 1952 року Єгипетські військово-морські війська передали Цитадель Кайтбея у відання місцевого Морського музею.
Від 1984 року з ініціативи Організації Єгипетських старожитностей (англ. Egyptian Antiquities Organization) у Цитаделі Кайтбея здійснено масштабні відновлювальні роботи.
У теперішній час усередині Цитаделі розміщено Александрійський морський музей.

## Галерея

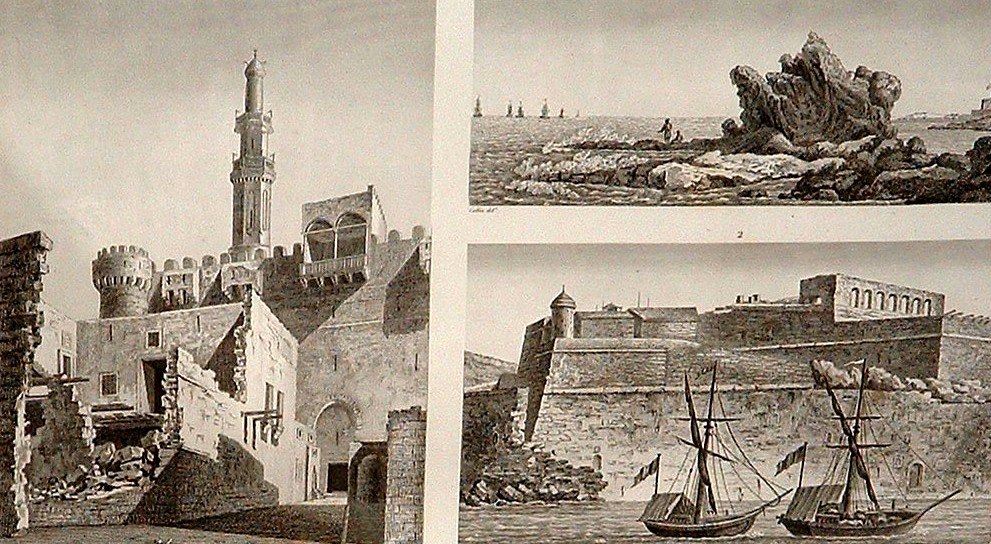
Старі зображення Цитаделі Кайтбея
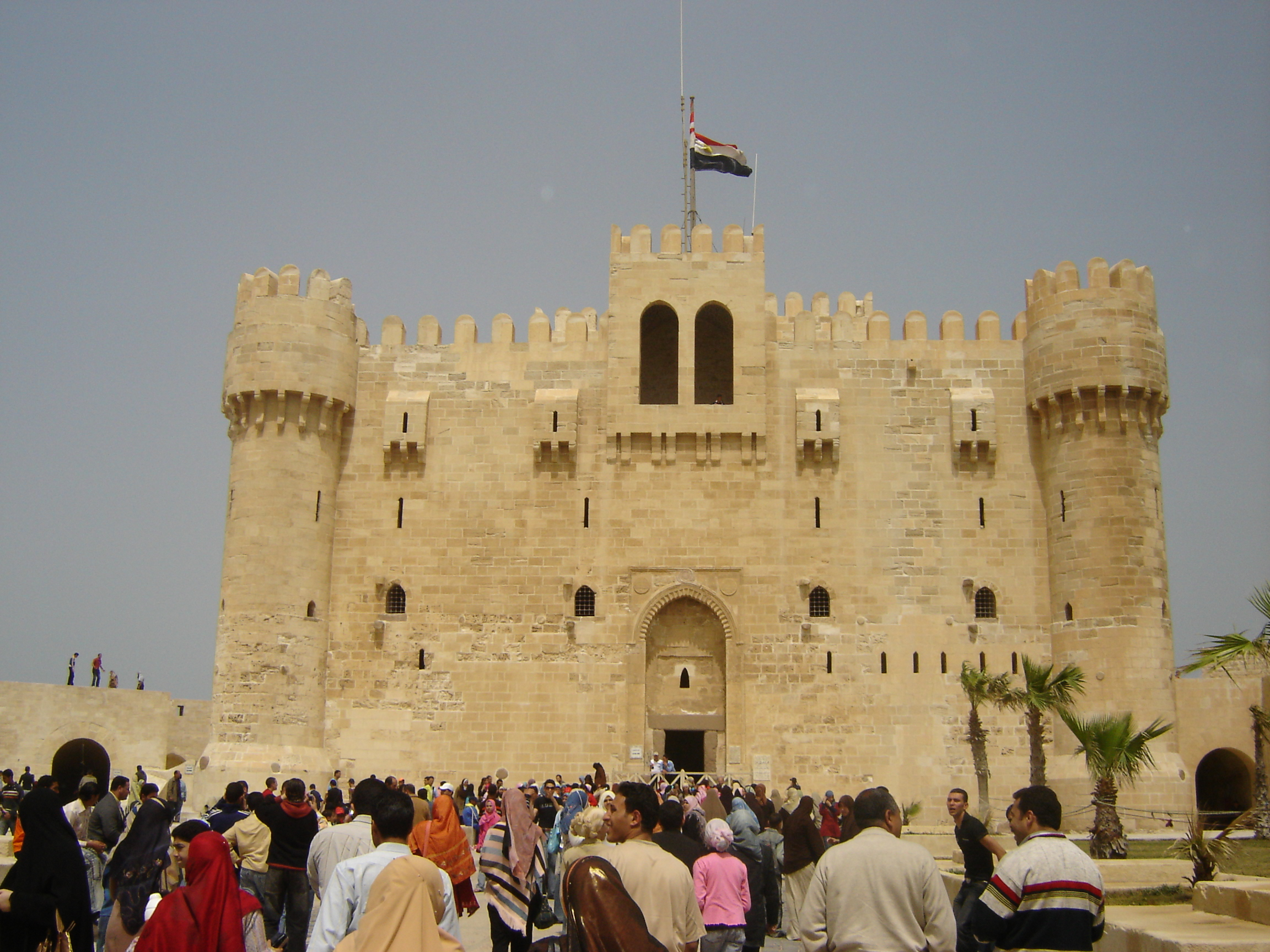
Центральна брама, квітень 2007 року
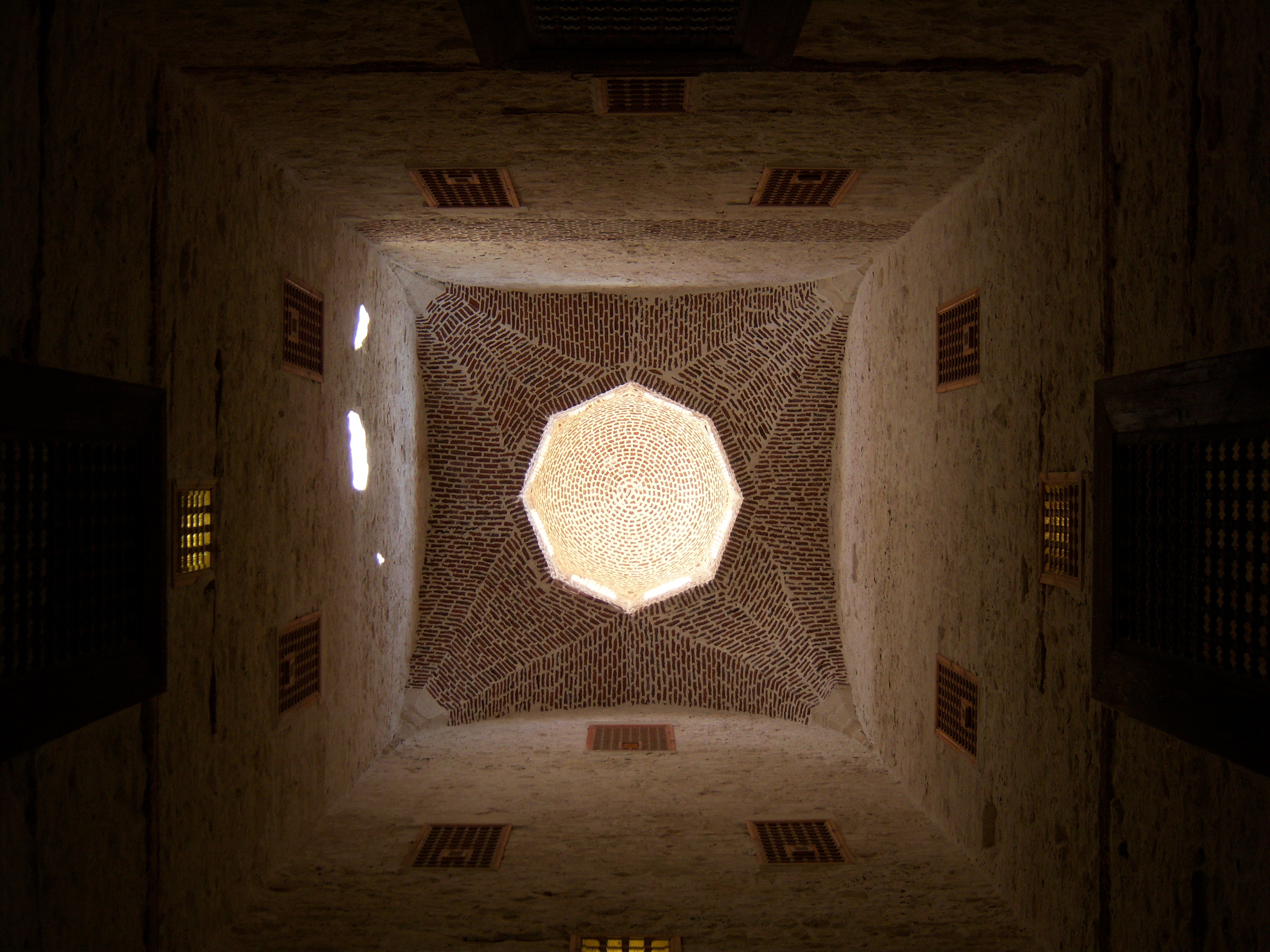
Склепіння Цитаделі Кайтбея
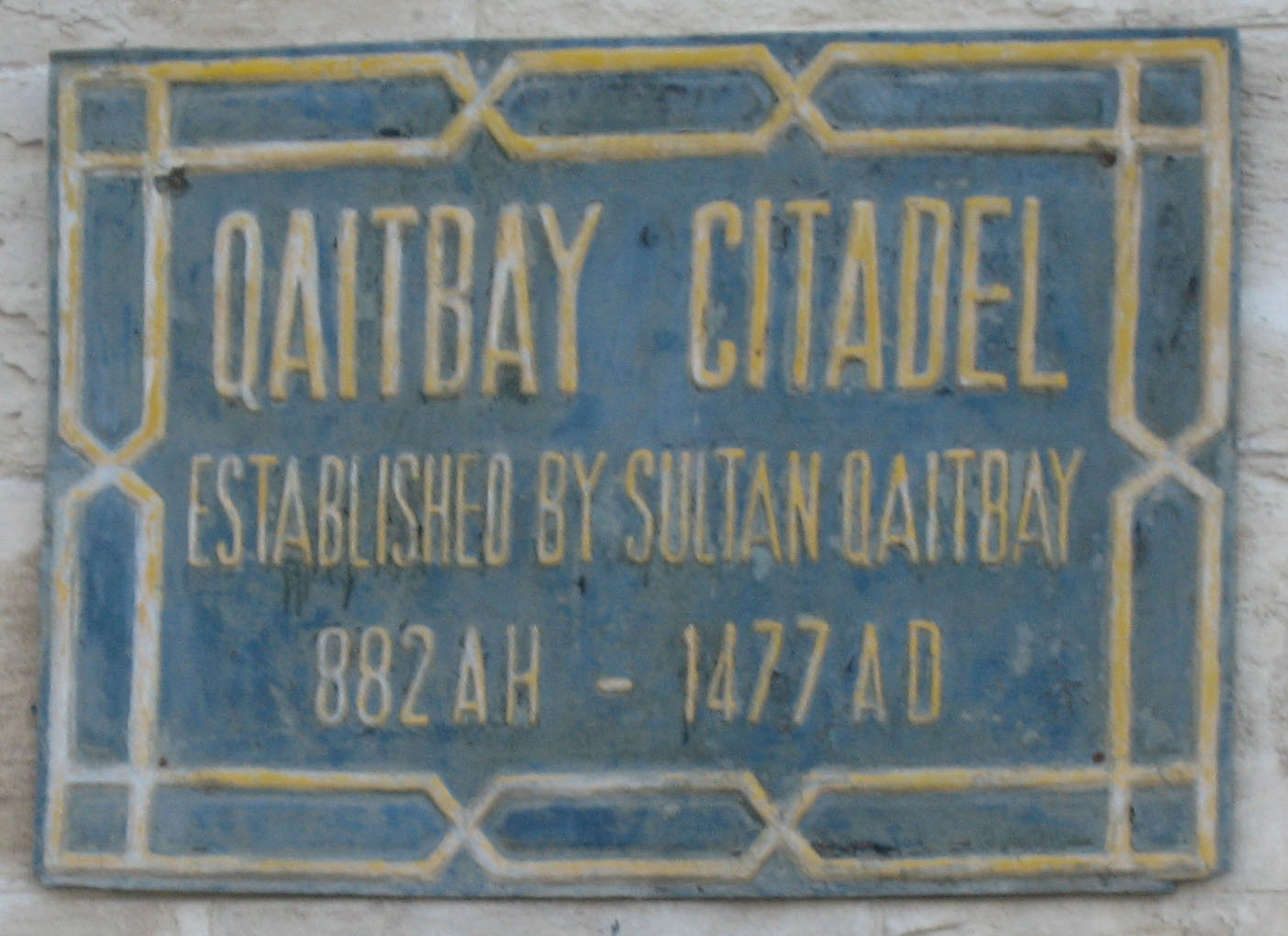
Таблиця на фасаді Цитаделі